# Pejeng Kawan
Pejeng Kawan is een bestuurslaag in het regentschap Gianyar van de provincie Bali, Indonesië. Pejeng Kawan telt 3514 inwoners (volkstelling 2010).